# GSX WATCH JAPAN
GSX WATCH JAPAN（ジー・エス・エックス ウオッチ ジャパン）は東京・新宿に腕時計専門店を運営する株式会社ベスト販売が1995年に設立した腕時計ブランド。
GSX WATCH JAPANのネーミングは株式会社ベスト販売社内のオリジナル商品・企画・販売事業部の名称となる。
デザイン上の理由から、シリーズごとにブランドのロゴを替えることが特徴で、「GSX」の他に「G」、「BOLLARD」、「SMART」などのロゴを用いていた。
2018年以降新作の発表が停止していたが、「近年は新たな製造ができかねる状況になって」いることを理由として2020年7月末を以て活動の終結を宣言した。ただし、修理などのアフターサービスについては、部品が残っているものにおいては対応するという。

## 製品
- GSX TIME（ジー・エス・エックス タイム）シリーズ
- EXPECTATIONS by GSX（エクスペクテーションズ バイ ジー・エス・エックス）シリーズ
- SMARTstyle（スマート・スタイル）シリーズ
- Collaboration（コラボレーション） シリーズ
- BOLLARD（ボラード）シリーズ：クォーツによるクロノグラフ、永久カレンダーなどを搭載した複雑時計のシリーズ。

### コラボレーション
映画
インディ・ジョーンズ/クリスタル・スカルの王国
スピードレーサー（日本名：マッハGoGoGo）
スパイダーマン3
SUPER MAN
STAR WARS
KILL BILL
サンダーバード
バットマン ビギンズ
ゴジラ FINAL WARS
マトリックス リローデッド
テレビドラマ
超星神グランセイザー
スポーツ
読売ジャイアンツ
NIKE
写真家
森山大道
アニメーション
手塚治虫
ゲーム
バイオハザードシリーズ
鬼武者シリーズ
イラストレーター
村田蓮爾（ムラタレンジ）
SHAG
音楽
ザ・ビートルズ
玩具
KUBRICK